# Yerda Trinidad
Yerda Yarina Trinidad (San Francisco de Macorís, 10 settembre 1971) è un'ex cestista dominicana.

## Carriera
Con la Rep. Dominicana ha disputato tre edizioni dei Campionati americani (1989, 1997, 1999) e due dei Giochi panamericani (Winnipeg 1999, Santo Domingo 2003).